# Osservatorio astronomico di Polino
L'osservatorio astronomico di Polino era un osservatorio astronomico italiano situato presso l'omonimo comune, alle coordinate 42°34′15.16″N 12°51′11.88″E. Il suo codice MPC  era  609 Osservatorio Polino.
L'osservatorio è stato attivo tra la fine del XX e l'inizio del XXI secolo.
Il Minor Planet Center gli accredita la scoperta dell'asteroide 41206 Sciannameo effettuata il 27 novembre 1999.